# Everyday Is Like Sunday
Everyday Is Like Sunday è un brano del cantante inglese Morrissey.
Secondo singolo tratto dall'album Viva Hate, pubblicato il 31 maggio del 1988 dalla HMV Records in Inghilterra e dalla EMI in Italia, il disco raggiunse la posizione numero 9 della Official Singles Chart.

## Realizzazione
Il testo, ispirato ad un viaggio del cantante a Borth, località balneare del Galles, racconta di un uomo che ripensa ad un brutto periodo passato in cui, relegato in una cittadina di mare, si ritrova senza concrete prospettive sul futuro. Secondo alcuni, nel testo, ci sarebbero forti somiglianze con la poesia Slough di John Betjeman, mentre altri suggeriscono una relazione con il romanzo On the Beach, scritto da Nevil Shute.
La copertina ritrae una foto di Morrissey, scattata da Russell Young. Sul vinile del 7" è incisa la frase: NINETEEN EIGHTY HATE. Il videoclip promozionale venne realizzato da Tim Broad con immagini girate nella città di mare di Southend-On-Sea, nell'Essex. La giovane attrice è Lucette Henderson, presente anche nei video di Stop Me If You Think You've Heard This One Before e I Started Something I Couldn't Finish, degli Smiths.
Il 27 settembre del 2010, in coincidenza con la riedizione per il ventennale della raccolta Bona Drag, è stata ripubblicata una nuova versione del singolo con l'aggiunta dell'inedita November the Second e della cover di Trash, brano dei New York Dolls. Edito in formato CDs e in doppio vinile 7", il disco ha raggiunto la posizione numero 42 della Official Singles Chart.

## Cover
Nel corso degli anni il brano è stato reinterpretato da diverse band e artisti. Una versione realizzata dai Pretenders di Chrissie Hynde (amica personale di Morrissey) è contenuta nella colonna sonora del film A proposito di donne (Boys on the Side), diretto da Herbert Ross nel 1995; i 10.000 Maniacs hanno reinterpretato il brano inserendolo tra le b-sides del singolo Candy Everybody Wants, del 1992; sei versioni remixate del brano sono incluse nel singolo Come Armageddon del duo electro-industrial tedesco Armageddon Dildos; Colin Meloy, cantante dei Decemberists, ha interpretato il brano nel suo album tributo Colin Meloy Sings Morrissey, uscito nel 1995.

## Tracce
- UK 7"

1. Everyday Is Like Sunday - 3:34
2. Disappointed - 3:03

- UK 12"

1. Everyday Is Like Sunday - 3:34
2. Sister I'm a Poet - 2:25
3. Disappointed - 3:03
4. Will Never Marry - 3:39

## Ristampa 2010
- UK CDs

1. Everyday Is Like Sunday - 3:35
2. November the Second - 5:30
3. Everyday Is Like Sunday (original video)
4. Everyday Is Like Sunday (video live at Top of the Pops)

- UK 7"#1

1. Everyday Is Like Sunday - 3:35
2. Trash (live in Costa Mesa, 1991) - 2:40

- UK 7"#2

1. Everyday Is Like Sunday - 3:35
2. Everyday Is Like Sunday (live at the Hollywood Bowl, 2007) - 4:18

## Formazione
- Morrissey – voce
- Stephen Street - basso, chitarra
- Vini Reilly - chitarra, tastiere
- Andrew Paresi - batteria, percussioni